# Нурботен (округ)
Округ Нурботен, односно Северноботнијски округ (швед. Västerbottens län) је округ у Шведској, у крајње северном делу државе. Седиште округа је град Лулео.
Округ је основан 1810. године.

## Положај округа
Округ Нурботен се налази у крајње северном делу Шведске и површински је највећи округ у држави (готово 1/4 површине Шведске). Њега окружују:
- са севера: Норвешка,
- са истока: Финска,
- са југоистока: Балтичко море (Ботнијски залив),
- са југа: Округ Вестерботен,
- са запада: Норвешка,

## Природне одлике
Рељеф: У источној половини округа Нурботен преовлађују брежуљкаста и брдска подручја до 300 метара надморске висине. Западна половина округа је изразито планинска, са планинама и преко 2.000 м н.в., из ланца Скандинавских планина.
Нурботен је са становишта рударства најзначајнији део Шведске (рудници гвожђа у Кируни и Јеливару).
Клима: У округу Нурботен влада оштра Континентална клима, посебно у вишим крајевима на западу округа, где је она субполарна.
Воде: Нурботен је приморски округ у Шведској, јер га Балтичко море, тачније Ботнијски залив, запљускује са југоистока. Морска обала је веома разуђена, са много острваца и малих залива. Ипак, велики део округа је изразито конпени, али и богат водом. Бројне су дугачке реке: Торне, Луле, Каликс, Пите, Шелефте и Уме. У унутрашњости постоји и низ малих ледничких језера.

## Историја
Дато подручје је све до краја средњег века било изван токова цивилизације, насељено ретким лапонским племенима, да би потом почела планска колонизација Швеђана од стране шведске круне.
Подручје данашњег округа обухвата делове историјских области Северна Ботнија (балтичко приобаље) и Лапонија (унутрашњост), која су основана по колонизацији. 
Данашњи округ основан је 1810. године издвајањем из округа Вестерботен.

## Становништво
По подацима 2011. године у округу Нурботен живело је нешто мање 250 хиљада становника. Последњих година број становника опада (најбрже у целој држави), мада је све до 1970-их година округ, као перспективан, био усељеничко подручје са релативно младим становништво.
Густина насељености у округу је око 2,5 становника/км², што је готово десет пута мање од државног просека (23 ст./км²).
Језик: За разлику од свих других округа у држави, округ Норботен има присутне језичке мањине (Лапонци, Финци). Стога у окружној управи су уз шведски језик, званични и фински и лапонски језик. Слично томе, лапонски језик је други званични у општинама у унутрашњости Норботен, док је фински други званични у општинама до државне границе са Финском.

## Општине и градови
Округ Нурботен има 14 општина. Општине су:
| - Арвидшавр - Арјеплог - Боден - Еверкаликс - Еверторнео - Јеливаре - Јокмок | - Каликс - Кируна - Лулео - Олвсбин - Пајала - Питео - Хапаранда |

Градови (тачније „урбана подручја") са више од 10.000 становника су:
- Лулео - 47.000 становника.
- Питео - 23.000 становника.
- Боден - 18.000 становника.
- Кируна - 18.000 становника.